# Trílofos (ort i Grekland, Nomós Thessaloníkis)
Trílofos (Trilofos) är en ort i Grekland.   Den ligger i prefekturen Nomós Thessaloníkis och regionen Mellersta Makedonien, i den nordöstra delen av landet, 280 km norr om huvudstaden Aten. Trílofos ligger 143 meter över havet och antalet invånare är 7 227.
Terrängen runt Trílofos är huvudsakligen platt, men österut är den kuperad.Runt Trílofos är det ganska tätbefolkat, med 78 invånare per kvadratkilometer. Närmaste större samhälle är Thessaloníki, 19,7 km norr om Trílofos. Trakten runt Trílofos består till största delen av jordbruksmark.